# Ruggs
Ruggs (más néven Ruggs Junction vagy Ruggs District, korábban Midway) az Amerikai Egyesült Államok északnyugati részén, Oregon állam Morrow megyéjében, az Oregon Route 206 és 207 csomópontjában elhelyezkedő önkormányzat nélküli település.

## Története

### Őslakosok
A térségben a telepesek megjelenése előtt tízezer évvel időszakosan indiánok éltek. Egy korabeli újságcikk az 1800-as években a Joseph törzsfőnök (Hin-mah-too-yah-lat-kekt) és a telepesek között lezajlott találkozóról számolt be. A Columbia folyó környékén „Idős, vak Jim” és társai halásztak és vadásztak.

### Telepesek
A Rhea és Wright családok az 1870-es évek második felében érkeztek a térségbe. Elijah W. Rhea és családja a Rhea és Willow patakok találkozásától húsz kilométerre élt, Albert Wright és családja pedig a Rhea-patak közelében telepedett le. A Taylor Spencer által 1872-ben nyitott boltot később elköltöztették. Orin E. Farnsworth 1874-ben érkezett ide.

### Rugg család

#### Észak-Dakota
A település névadója az Iowából származó Edward E. Rugg Jr. Szülei, Edward és Lilla Rugg észak-dakotai farmerek voltak, akik részt vettek a Nekoma Farmers Grain and Fuel Company megalapításában. 1911-ben Hood River környékére költöztek, azonban feljegyzések szerint már korábban is voltak kapcsolataik Kelet-Oregonnal.

#### Oregon
A Rugg család oregoni telkét 1912-ben eladta Hall Robertsnek; egy újságcikk szerint ezután Heppnerbe költöztek. 1914-től támogatták a lőszergyártást és a mezőgazdaságot.

## Földrajz
A Columbia-medence és a Kék-hegy ökológiai tartományának találkozásánál, a Rhea-patak mentén fekvő település környékén főleg a láva lehűlésekor keletkezett bazalt található.
Az egykori prériken ma árpát, búzát és lucernát termesztenek. A lösszel borított területeken szárazgazdálkodást folytatnak. A térségben található sziklagyepek a pleisztocén maradványai.

## Élővilág
Az 1967-ben középiskolások által indított madárles keretében a térségben több mint 3300 madárfajt számoltak meg.
Vadászatot a Ruggs Ranch szervez.

## Gazdaság
A terményliftet 1930-ban állították fel. A Morrow County Grain Growers az 1930-as években a megyében hasonló létesítményeket épített.
Harold és Mary Wright bivalyokat és lámákat tartott.

## Közigazgatás
Ugyan önkormányzat nélküli településként Ruggs nem rendelkezik választott tisztviselőkkel, 1963-ban egy diák „Ruggs polgármesterének” küldött levelet, amelyet Mary Wrightnak kézbesítettek. Wright megkérdezte Doris Ballt, hogy tartsanak-e választásokat; a levél azt jelezte, hogy Wright elnyerhetné a voksok többségét.

## Oktatás
1926-os feljegyzések szerint a településnek egykor saját iskolája volt.

## Fordítás
- Ez a szócikk részben vagy egészben  a   Ruggs, Oregon című angol Wikipédia-szócikk ezen változatának fordításán alapul.  Az eredeti cikk szerkesztőit annak laptörténete sorolja fel. Ez a jelzés csupán a megfogalmazás eredetét és a szerzői jogokat jelzi, nem szolgál a cikkben szereplő információk forrásmegjelöléseként.